# Du som oss frälst ur syndens band
Du som oss frälst ur syndens band är en psalm med text skriven 1814 av Johan Olof Wallin. Musiken är skriven 1640 av Johann Crüger.
|  |
|  |

## Publicerad i
- Den svenska psalmboken 1986 med nya titelraden, som nr 474  under rubriken "Kristi himmelsfärds dag".
- Psalmer och Sånger 1987 som nr 522 under rubriken "Kyrkoåret - Kristi himmelsfärds dag"[1]